# Basile Guy Marie Victor Baltus de Pouilly
Pour les articles homonymes, voir Baltus.
Basile Guy Marie Victor Baltus de Pouilly, né le 2 janvier 1766 à Metz, mort le 13 janvier 1845 à Brie-Comte-Robert, est un général français de l’Empire. Il est promu lieutenant général honoraire sous la Restauration.

## Biographie
Il entre en service le 1er août 1780, comme élève à l'école d'artillerie de Metz, il est promu lieutenant en second au régiment de la Fère le 23 juillet 1781, lieutenant en premier le 6 janvier 1785, second capitaine le 1er avril 1791, aide de camp du général d’Hangest à l'armée du Nord le 7 août 1792, puis à l'armée du Centre du général La Fayette. Le 1er août 1793, il est transféré à la 18e compagnie d'artillerie à cheval. 

Entre 1793 et 1795 il sert à l'armée des Alpes, puis en 1796 à l'armée du Rhin. En 1799, il est nommé chef de bataillon à l'Etat-major de l’artillerie et sert, en 1800, à l'armée de Réserve, puis à l'armée d'Italie.

Pour raison de santé, il donne sa démission en avril 1801.
Le 1er juin 1804, il est réintégré comme chef d'escadron dans le 5e régiment d'artillerie à cheval et sert à l'armée des côtes de l'Océan en 1804 et 1805. Il sert en Autriche, Prusse et Pologne de 1805 à 1807, et combat à Austerlitz.
Officier de la Légion d'Honneur, le 16 novembre 1805, il est nommé colonel le 9 mars 1806, et commande le 1er régiment d'artillerie à cheval, puis passe chef d'Etat-major de l'artillerie.

Il sert à Friedland et il est fait commandant de la Légion d'Honneur en juillet 1807. Nommé chevalier des Ordres de Saint-Henri de Saxe et de l'Epée de Suède, il sert à l'armée d'Allemagne en 1808, et  il est fait baron de l'Empire le 28 janvier 1809.
Devenu chef d'état-major de l'artillerie sous le commandement Mossel au 9e corps de Bernadotte, il commande ensuite l'artillerie des 17e et 31e divisions militaires.
Chef d'Etat-major de l'artillerie du corps d'observation de Hollande en 1810, il est promu général de brigade à l’État-major général du corps le 14 mars 1811, il commande l’artillerie du corps d’observation de l'Elbe à Hambourg, en remplacement de Pernety malade. Il sert en Russie, puis il devient commandant de l'artillerie du 3e corps de cavalerie en mars 1813 puis de celle du corps de Vandamme et échappe au désastre de Kulm, le 29 août, mais il est fait prisonnier à Dresde le 11 novembre. 
Après la première abdication de Napoléon Ier, sous la première Restauration, il est fait chevalier de Saint-Louis en juillet 1814, et commande l'école d'artillerie de Metz en janvier 1815.
Durant les Cent-Jours, il reprend du service en tant que commandant de l'artillerie du 4e corps de Gérard à l'armée du Nord, avec lequel il combat à Ligny, puis à Wavre, les 16 et 18 juin. 
Le 1er janvier 1816, il est admis à la retraite, par ordonnance du 1er août 1815.
En 1819, le ministre de la Guerre le recommande au duc Decazes pour un emploi de préfet ou une des fonctions supérieures de l'administration des haras. Remis provisoirement en activité comme disponible dans l'arme de l'artillerie le 1er décembre 1820, il est nommé lieutenant du roi à Brest le 12 juin 1822. Finalement, il est définitivement mis à la retraite le 9 décembre 1826, avec le grade de lieutenant général honoraire, le 31 octobre 1827.
Il meurt le 13 janvier 1845, à Brie-Comte-Robert.

## Distinctions
- Légion d’honneur
  - Chevalier de la Légion d'honneur le 14 juin 1804.
  - Officier de la Légion d'honneur le 26 décembre 1805.
  - Commandeur de la Légion d'honneur le 11 juillet 1807.
- Chevalier de l’Ordre de Saint-Louis en juillet 1814.
- Commandeur de l’Ordre de Saint-Henri de Saxe.
- Chevalier de l’Ordre de l'Epée de Suède.

Il est créé baron de l'Empire le 28 janvier 1809.

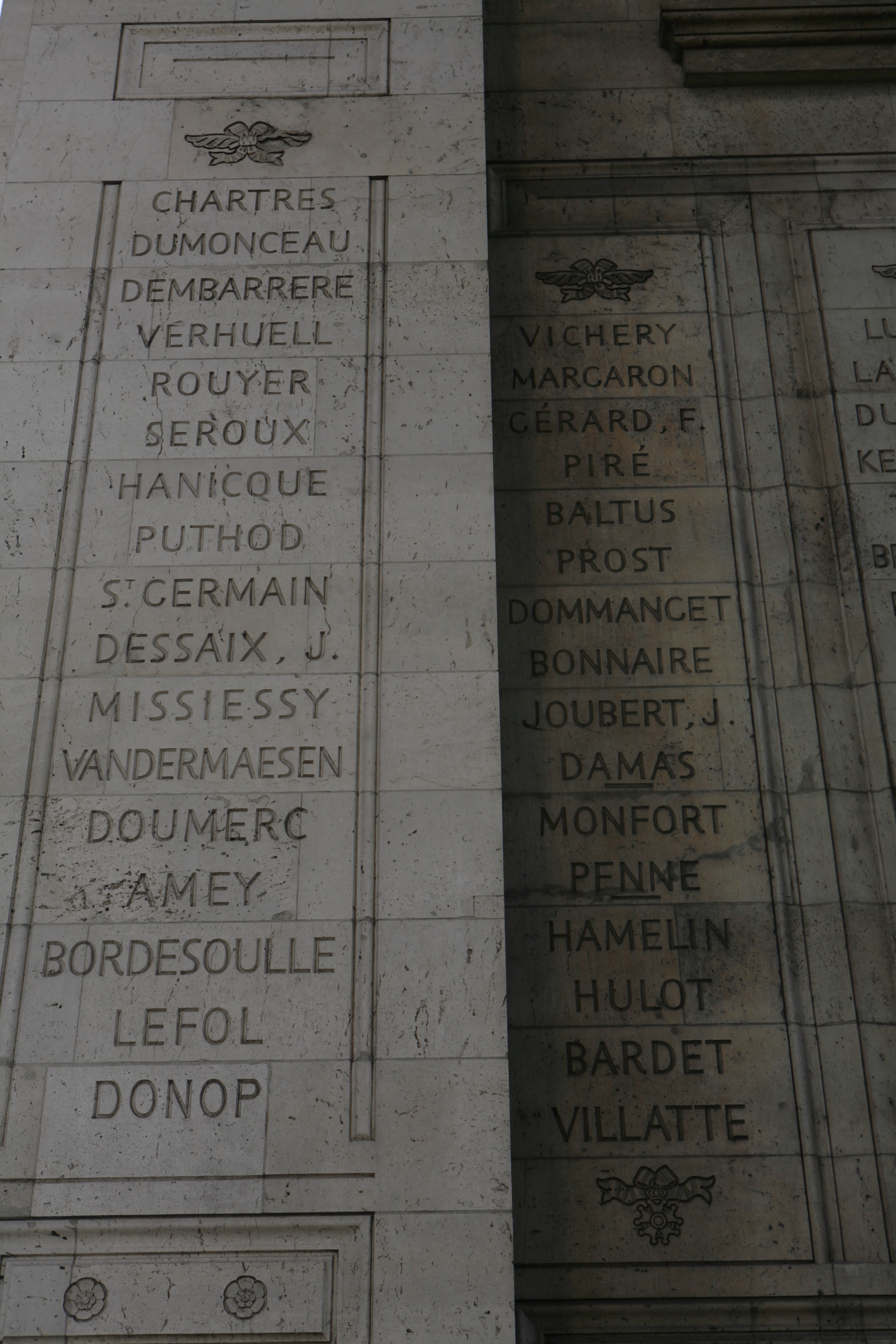
Noms gravés sous l'arc de triomphe de l'Étoile : pilier Ouest, 1re et 2e colonnes.

- Il fait partie des 660 personnalités à avoir son nom gravé sous l'arc de triomphe de l'Étoile. Il apparaît sur la 2e colonne, pilier Nord (l’Arc indique BALTUS).

## Commandements
- commandant de l’Artillerie de l’armée d’Allemagne du 16 juin 1811 au 7 août 1811.
- commandant de l’Artillerie du corps d’observation de l’Elbe du 7 août 1811 au 8 février 1812.
- commandant en second de l’Artillerie du corps d’observation de l’Elbe du 8 février 1812 à mars 1813 et du 1er corps de la Grande Armée à partir d’avril 1812.
- commandant de l’Artillerie du 3e corps de cavalerie de la Grande Armée de mars 1813 au 10 juin 1813.
- commandant de l’Artillerie de Hambourg du 10 juin 1813 au 18 juin 1813.
- commandant de l’Artillerie du 1er corps de la Grande Armée du 18 juin 1813 au 11 novembre 1813.
- commandant de l’École d'application de l'artillerie et du génie de Metz de janvier 1815 au 31 mars 1815.
- commandant de l’Artillerie du 4e corps d’observation de l’armée du Nord du 31 mars 1815 au 1er août 1815.

## Armoiries
| Figure | Blasonnement |
|        | Armes du baron Baltus et de l'Empire (décret du 19 mars 1808, lettres patentes du 28 janvier 1809 (Paris)) Écartelé : au 1, d’azur, à deux têtes d’or affrontées et tortillées d’argent ; au 2, du quartier des Barons militaires de l’Empire ; au 3, de gueules, à une dent d’argent ; au 4, d’azur, à un baudrier (balteus) d’or, en barre., Armes parlantes. Livrées : les couleurs de l’écu. |

## Source partielle
- Arthur Chuquet, La jeunesse de Napoléon : Tome 1. Brienne, Armand Colin et Cie, 1897-1899. (ISBN 978-0-543-93996-8, lire en ligne) ;
- Archives nationales (CARAN) – Service Historique de l’Armée de Terre – Fort de Vincennes – Dossier S.H.A.T. Côte : 7 Yd 1 086.